# Gus Kenworthy
Gus Kenworthy, född den 1 oktober 1991, är en amerikansk freestyleåkare.
Han tog OS-silver i herrarnas slopestyle i samband med de olympiska freestyletävlingarna 2014 i Sotji.
Kenworthy medverkade 2019 som en av huvudrollerna i nionde säsongen av American Horror Story som Chet Clancy.
Kenworthy kom i oktober 2015 ut som homosexuell. Tidningen Rolling Stones beskrev honom som varande den första actionsportstjärnan som kommit ut.